# Nu Eridani
Nu Eridani (48 Eridanus) é uma estrela na direção da constelação de Eridanus. Possui uma ascensão reta de 04h 36m 19.14s e uma declinação de −03° 21′ 08.8″. Sua magnitude aparente é igual a 3.93. Considerando sua distância de 586 anos-luz em relação à Terra, sua magnitude absoluta é igual a −2.34. Pertence à classe espectral B2III SB. É uma estrela variável β Cephei.